# Mausoleo di Cesare Battisti

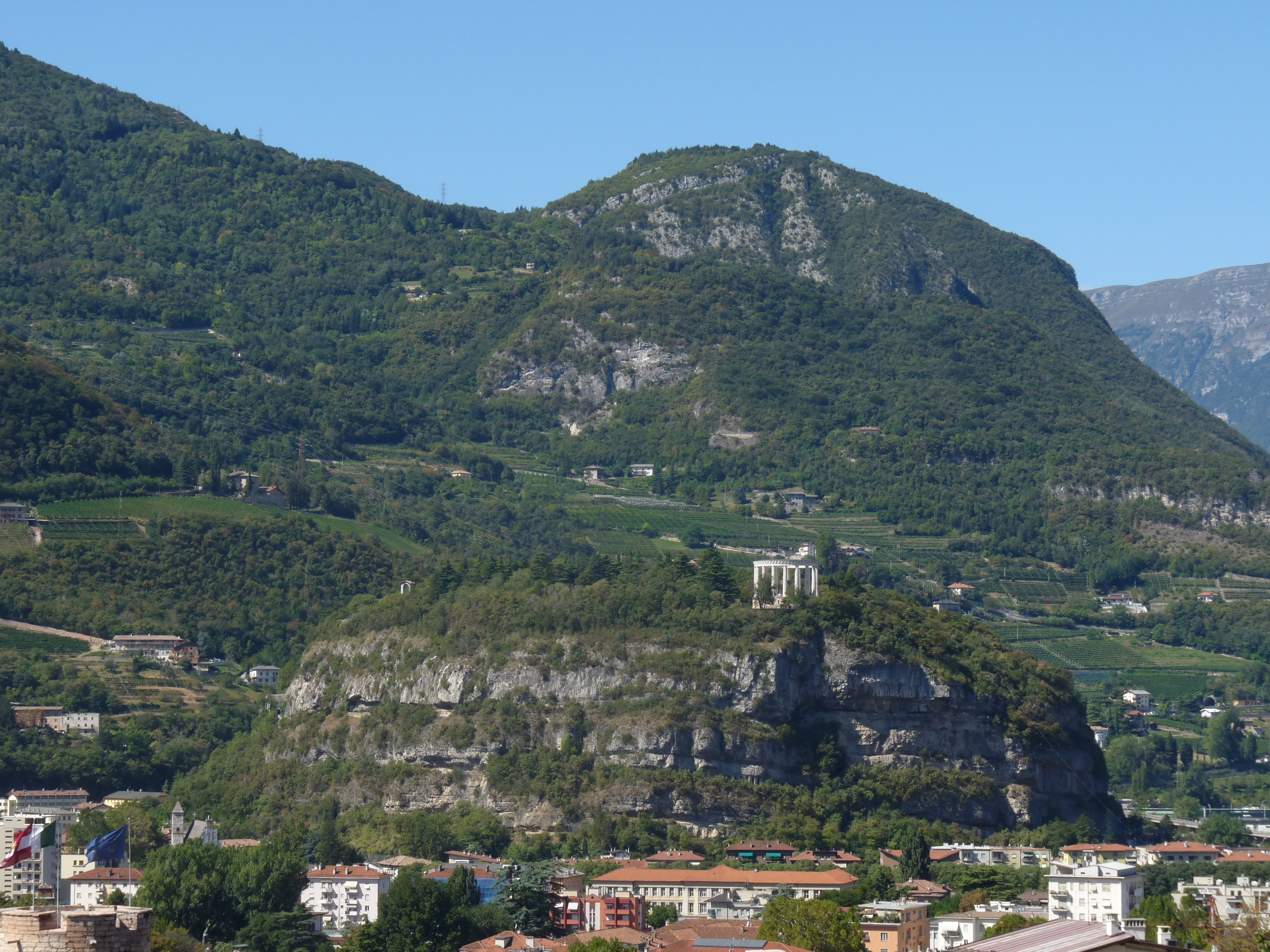
Il mausoleo di Cesare Battisti sulla sommità del Doss Trento con vista sulla città

Il mausoleo di Cesare Battisti si trova sulla collina del Doss Trento, è stato progettato dall'architetto Ettore Fagiuoli nel 1935 ed inaugurato il 26 maggio di quell'anno – alla presenza di Vittorio Emanuele III di Savoia e di Achille Starace, segretario del partito nazionale fascista – con la traslazione del Caduto dal cimitero di Trento.

## Storia
Nel 1916 già il presidente del consiglio dei ministri, Paolo Borselli, propose al parlamento di erigere un monumento a Battisti. Tale desiderio si attua nell'aprile 1921 grazie al progetto di legge per l'erezione a Trento di un monumento a lui dedicato. L'anno precedente lo Stato italiano aveva concesso gratuitamente il Doss Trento alla città. Successivamente si accende un lungo dibattito sulla scelta della forma architettonica.
Fra il 1925 e il 1926 il progetto del mausoleo viene affidato all'architetto veronese Ettore Fagiuoli: egli dovrà rispettare le indicazioni fornite dalla commissione nazionale appositamente nominata, che suggerisce modelli classici e celebrativi. Nel 1926 il lavoro viene approvato. Esso sostituisce un'analoga iniziativa a Bolzano, ove il Monumento alla Vittoria, secondo le iniziali intenzioni di Benito Mussolini, espresse ancora nel febbraio del 1926, doveva essere il Monumento a Cesare Battisti; solamente le proteste di Ernesta Battisti-Bittanti portarono a un ripiegamento del progetto a Trento.
Le difficoltà a reperire finanziamenti pongono un freno al prosieguo del progetto, che riprenderà nel 1933 quando la commissione invita l'architetto Fagiuoli a consegnare il disegno definitivo.
Nel marzo del 1934 iniziano i lavori di costruzione del mausoleo. Nella primavera dell'anno successivo il monumento è pronto per l'inaugurazione. Il 26 maggio 1935 i familiari consegnano le spoglie di Battisti al podestà di Trento Mario Scotoni e il giorno stesso ha luogo la cerimonia ufficiale, alla presenza del re Vittorio Emanuele III e del Ministro dei Lavori Pubblici Luigi Razza, in rappresentanza del governo.
Nel 1938 gli architetti Mario Cereghini, Giovanni Muzio, Giancarlo Maroni e Adalberto Libera presentano un progetto per la costruzione di un'Acropoli Alpina, complesso monumentale ispirato ad un castrum romano che doveva raccordarsi col mausoleo. L'Acropoli non vide mai la luce, rimane solamente la strada d'accesso e un'ex casermetta austriaca che dal 1958 ospita il Museo nazionale storico degli Alpini.

## Struttura

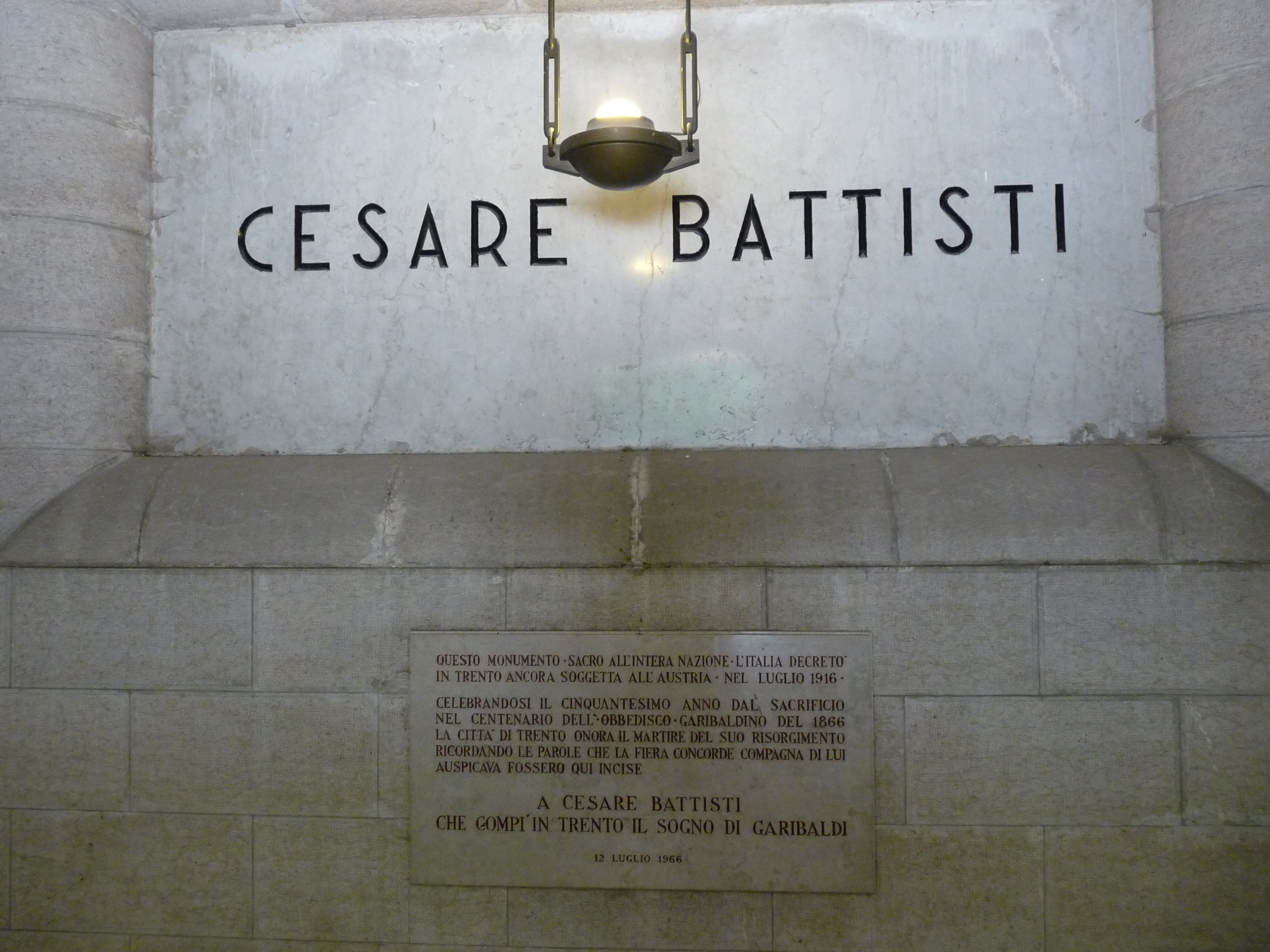
Lapide commemorativa nella cripta

Il monumento poggia su una base circolare ispirata al mondo classico sulla quale si trova un porticato, costituito da sedici colonne alte più di dieci metri in pietra chiara unite da una trabeazione con l'epigrafe di Giuseppe Gerola:
Le colonne formano una corona circolare che accoglie al suo interno l'ara in porfido recante le scritte "12 luglio 1916" e "Cesare Battisti".
Tre grandi aperture conducono all'interno del mausoleo. Nell'ipogeo è posta la cella di forma ellittica che accoglie le spoglie di Battisti. In una nicchia vi è il busto di marmo realizzato dallo scultore trentino Eraldo Fozzer.